# San Mateo, Isabela
San Mateo là một đô thị hạng 2 ở tỉnh Isabela, Philippines. Theo điều tra dân số năm 2007, đô thị này có dân số 57.885 người trong 11.283 hộ. Trong tiếng địa phương tên đô thị được phát âm là San Ma-cho chứ không phải là San Ma-te-yo.

## Các đơn vị hành chính
San Mateo được chia ra 33 barangay.
| - Bacareña - Bagong Sikat - Bella Luz - Daramuangan Sur - Estrella - Gaddanan - Malasin - Mapuroc - Marasat Grande - Marasat Pequeño - Old Centro I | - Old Centro Proper - Barangay I - Barangay II - Barangay III - Barangay IV - Salinungan East - Salinungan West - San Andres - San Antonio - San Ignacio - San Manuel | - San Marcos - San Roque - Sinamar Norte - Sinamar Sur - Victoria - Villafuerte - Villa Cruz - Villa Magat - Villa Gamiao (Buyon) - Dagupan - Daramuangan Norte |